# Vetenskapsåret 1796

## Händelser

### Medicin
- 14 maj - Edward Jenner utför den första vaccinationen mot smittkoppor. [1]

## Pristagare
- Copleymedaljen: George Atwood, brittisk matematiker

## Födda
- 10 februari - Henry De la Beche (död 1855), brittisk geolog.
- 22 februari - Adolphe Quételet (död 1874), belgisk matematiker och astronom.
- 1 juni - Nicolas Léonard Sadi Carnot (död 1832), fransk fysiker och militär ingenjör.
- 9 juni - Carl Ludwig Blume (död 1862), tysk-nederländsk botaniker.
- 21 augusti - James Lick (död 1876), amerikansk pianobyggare och filantrop som bekostade Lick Observatory.

## Avlidna
- 1 maj - Alexandre Guy Pingré (född 1711), fransk astronom och maritim geograf.
- 11 december - Johann Daniel Titius (född 1729), tysk astronom.

### Fotnoter
1. ↑  Reference for year: Waldman, Thomas A. (19 mars 2003). ”Immunotherapy: past, present and future” (PDF). Nature Medicine "9" (3):  ss. 269–277. doi:10.1038/nm0303-269. PMID 12612576. http://www.nature.com/cgi-taf/DynaPage.taf?file=/nm/journal/v9/n3/full/nm0303-269.html&filetype=pdf.